# مجلة الرافد (الإمارات)

بعض اعداد مجلة الرافد

مجلة الرافد الثقافية تصدر في الإمارات العربية المتحدة في امارة الشارقة عن دائرة الثقافة والاعلام في حكومة الشارقة شهريا وهي مجلة شاملة تنشر العديد من المواضيع الثقافية والفكرية. ويتم اصذار ملحقات مع المجلة وهي 
- كتاب الرافد وهي كتابين منالقطع الصغير تصدرمجانا مع المجلة تشمل مواضيع فكرية متنوعة
- ملحق الرافد 2 وهو ملحق يستمد منشوراته من مرئيات الرافد الرئيسية  وتعنى بالمشهد الفكري بالشارقة بوصفها عاصمة الثقافة الإسلامية
- ملحق باسم  _ الشارقة بانوراما ثقافية ابداعية ثقافية بمناسبة انالشارقة هي عاصمة الثقافة الإسلامية عام 2014

## وصلات خارجية
- الموقع الرسمي للمجلة